# CCO
CCO är en engelsk akronym med flera uttydningar där de två vanligaste är:
Chief Communications Officer, dvs. informationschef, en person i chefsposition i ett företag som ansvarar för informations- och kommunikationsfrågor, PR, med mera.
Chief Commercial Officer, närmast liktydigt med försäljningschef, en person i chefsposition i ett företag som ansvarar för försäljnings- och marknadsaktiviteter respektive -organisation.